# Senior Airman

Senior Airman-Abzeichen

Senior Airman ist ein Dienstgrad (OR-4) der US Air Force.
In der US Air Force ist der Senior Airman (SrA) der höchste Mannschaftsdienstgrad, über Airman First Class und direkt unter Staff Sergeant. Ein Airman First Class wird frühestens nach 36 Monaten zum Senior Airman befördert. Die übliche Anrede lautet Airman, in formellen Situationen wird jedoch der vollständige Dienstgrad genannt. 
Die Qualifikation wird in einem sechswöchigen Lehrgang erworben. Dazu gehören entsprechende technische Fähigkeiten sowie die Entwicklung von Führungsqualitäten, um Soldaten mit einem geringeren Rang zu überwachen.
| Dienstgrad                    |               |                       |
| niedriger: Airman First Class | Senior Airman | höher: Staff Sergeant |

Bei der Bundeswehr teilen sich Hauptgefreiter, Stabsgefreiter und Oberstabsgefreiter diese Dienstgrad-Stufe.